# L.R. Vicenza Virtus 2018-2019
Questa voce raccoglie le informazioni riguardanti il L.R. Vicenza Virtus nelle competizioni ufficiali della stagione 2018-2019.

## Stagione
La prima stagione dell'era Rosso parte con il cambio della denominazione societaria (che persisteva dal 1990) e il ritorno ufficiale del termine Lanerossi Vicenza (tanto caro ai tifosi berici) abbinato a Virtus (necessario come richiamo al vecchio Bassano Virtus, società che tecnicamente ha rilevato i biancorossi).
Con la chiusura dell'esercizio provvisorio il 30 giugno, il parco giocatori del vecchio Vicenza Calcio viene azzerato mentre il parco giocatori del vecchio Bassano Virtus viene trasferito a Vicenza ed il cartellino dei giocatori di proprietà passa alla nuova società biancorossa. Stessa cosa riguarda la parte dirigenziale con Werner Seeber già direttore sportivo dei bassanesi che diventa nuovo D.S. del Lane e con l'allenatore Giovanni Colella chiamato alla guida dei biancorossi dopo la positiva stagione a Bassano. Paolo Bedin (che nel vecchio Vicenza Calcio era stato responsabile comunicazione dal 1994 al 2000 e direttore di gestione dal 2004 al 2009) viene chiamato a ricoprire il ruolo di direttore generale (carica che, fino a quel momento, ricopriva anche nella Lega Serie B).
Proprio grazie all'ottavo posto del Bassano nella precedente stagione, il Vicenza giocherà anche quest'anno la Coppa Italia (che non avrebbe giocato visto l'ultimo posto nella precedente stagione del vecchio Vicenza Calcio).
Il 13 luglio si svolge la conferenza stampa di presentazione di mister Giovanni Colella seguito dal primo allenamento allo Stadio Menti con la curva Sud aperta, per l'occasione, a tutti.
Il ritiro stagionale si svolge ad Asiago dal 17 al 28 luglio.
Durante il ritiro vengono disputate due amichevoli. La prima contro il 7 Comuni, squadra che milita nella seconda categoria Veneto vinta 12 a 0 e la seconda contro il Real Vicenza, squadra composta da giocatori disoccupati (per lo più stranieri) vinta per 3 a 0.
L'11 settembre 2018 avviene la presentazione ufficiale della squadra e della nuova società durante un evento in Piazza dei Signori
Dopo l'uscita dalla Coppa Italia al secondo turno solo ai calci di rigore contro il Palermo, il debutto in campionato avviene, davanti a più di 8.000 spettatori, il 16 settembre in casa contro la Giana Erminio, partita che finisce senza gol.
La stagione dei biancorossi è contrassegnata da alti e bassi; alla 19ª giornata mister Colella viene esonerato e al suo posto viene chiamato Michele Serena: il cambio dura però solo 8 partite, Serena si dimette a febbraio dopo la sconfitta nel derby veneto con la Virtus Verona dopo la quale è sempre Colella a tornare alla guida dei biancorossi. In parallelo al mediocre campionato, il Vicenza disputa un buon percorso in Coppa Italia di Serie C che lo porta a disputare le due semifinali contro il Monza terminate con un pareggio ed una sconfitta seppur condizionate da un arbitraggio impreciso.
Il campionato termina con il Vicenza in 8ª posizione, classifica che permette ai biancorossi di disputare i playoff promozione, dai quali vengono eliminati al primo turno a seguito del pareggio contro il Ravenna.

## Divise e sponsor
Lo sponsor tecnico per la stagione 2018-2019 è Lotto, mentre lo sponsor ufficiale è Diesel.
| Casa | Trasferta |

## Organigramma societario
Area direttiva
- Presidente: Stefano Rosso
- Direttore Generale: Paolo Bedin
- Direttore Sportivo: Werner Seeber

Area tecnica
- Allenatore: Giovanni Colella
- Allenatore in 2ª: Moreno Greco
- Preparatore atletico: Alessandro Dal Monte
- Allenatore dei portieri: Marco Zuccher
- Allenatore Berretti: Guido Belardinelli

Area sanitaria
- Responsabile medico: Dr. Mario Cionfoli
- Medico sociale: Dr. Diego Ave
- Infermiere professionale: Massimo Toniolo
- Fisioterapisti: Felice Zuin e Giacomo Toniolo

Altro
- Team manager: Renato Schena
- Responsabile magazzino: Ermanno Zanolla
- Magazziniere: Ivana Spallino

## Rosa
Rosa aggiornata al 1º febbraio 2019.
| N. |                    | Ruolo | Calciatore                 |
| -- | ------------------ | ----- | -------------------------- |
| 1  | Italia (bandiera)  | P     | Mirko Albertazzi           |
| 2  | Italia (bandiera)  | D     | Davide Bianchi             |
| 4  | Italia (bandiera)  | D     | Matthias Solerio           |
| 4  | Italia (bandiera)  | D     | Simone Salviato            |
| 5  | Italia (bandiera)  | D     | Nicola Bizzotto (Capitano) |
| 6  | Italia (bandiera)  | C     | Loris Zonta                |
| 7  | Italia (bandiera)  | C     | Gianluca Laurenti          |
| 8  | Italia (bandiera)  | C     | Nicolò Bianchi             |
| 9  | Italia (bandiera)  | A     | Andrea Razzitti            |
| 10 | Italia (bandiera)  | A     | Stefano Giacomelli         |
| 11 | Italia (bandiera)  | A     | Alberto Tronco             |
| 12 | Italia (bandiera)  | P     | Semuel Pizzignacco         |
| 13 | Italia (bandiera)  | D     | Nicola Pasini              |
| 14 | Italia (bandiera)  | A     | Leonardo Zarpellon         |
| 15 | Italia (bandiera)  | C     | Andrea De Falco            |
| 15 | Italia (bandiera)  | A     | Simone Guerra              |
| 16 | Marocco (bandiera) | A     | Rachid Arma                |
| 17 | Italia (bandiera)  | C     | Stefano Salvi              |

| N. |                   | Ruolo | Calciatore        |
| -- | ----------------- | ----- | ----------------- |
| 18 | Italia (bandiera) | A     | Matteo Rover      |
| 18 | Italia (bandiera) | C     | Antonio Cinelli   |
| 19 | Italia (bandiera) | C     | Elia Parolin      |
| 20 | Italia (bandiera) | D     | Tommaso Bortot    |
| 21 | Italia (bandiera) | D     | Andrea Bonetto    |
| 22 | Italia (bandiera) | P     | Matteo Grandi     |
| 23 | Italia (bandiera) | A     | Tommy Maistrello  |
| 24 | Italia (bandiera) | D     | Filippo Stevanin  |
| 26 | Kosovo (bandiera) | A     | Ardit Gashi       |
| 27 | Italia (bandiera) | D     | Cristian Andreoni |
| 27 | Italia (bandiera) | D     | Simone Pontisso   |
| 28 | Italia (bandiera) | A     | Alessio Curcio    |
| 29 | Italia (bandiera) | D     | Andrea Mantovani  |
| 35 | Italia (bandiera) | D     | Marco Martin      |
| 37 | Italia (bandiera) | C     | Andrea Bovo       |

## Calciomercato

### Mercato estivo(dal 2 luglio al 31 agosto 2018)
| Acquisti         | Acquisti           | Acquisti                             | Acquisti          |
| R.               | Nome               | da                                   | Modalità          |
| ---------------- | ------------------ | ------------------------------------ | ----------------- |
| D                | Nicola Pasini      | svincolato                           | titolo definitivo |
| P                | Mirko Albertazzi   | Virtus Francavilla titolo definitivo |                   |
| D                | Davide Bianchi     | svincolato (ex Vicenza Calcio)       | titolo definitivo |
| A                | Stefano Giacomelli | svincolato                           | titolo definitivo |
| P                | Matteo Grandi      | Cesena                               | titolo definitivo |
| D                | Matthias Solerio   | Avellino                             | titolo definitivo |
| C                | Andrea De Falco    | Benevento                            | titolo definitivo |
| A                | Rachid Arma        | Triestina                            | titolo definitivo |
| A                | Alessio Curcio     | Arzachena                            | titolo definitivo |
| A                | Matteo Rover       | Inter                                | prestito          |
| D                | Andrea Mantovani   |                                      | titolo definitivo |
| Altre operazioni |                    |                                      |                   |
| R.               | Nome               | da                                   | Modalità          |

| Cessioni         | Cessioni            | Cessioni     | Cessioni          |
| R.               | Nome                | a            | Modalità          |
| ---------------- | ------------------- | ------------ | ----------------- |
| P                | Alex Valentini      | Triestina    | titolo definitivo |
| P                | Stefano Fortunato   |              | svincolato        |
| P                | Bryan Costa         |              | svincolato        |
| D                | Luca Milesi         | Atalanta     | fine prestito     |
| D                | Alessandro Malomo   | Venezia      | fine prestito     |
| D                | Luca Crescenzi      | Lugano       | fine prestito     |
| D                | Kevin Magri         |              | svincolato        |
| D                | Daniele Viola       |              | svincolato        |
| D                | Federico Giraudo    | Torino       | fine prestito     |
| C                | Luzayadio Bangu     | Fiorentina   | fine prestito     |
| C                | Marco Romizi        |              | svincolato        |
| C                | Amidu Salifu        | Fiorentina   | fine prestito     |
| C                | Lorenzo Tassi       | Inter        | fine prestito     |
| C                | Isnak Alimi         | Atalanta     | fine prestito     |
| C                | Francesco Giorno    | Parma        | fine prestito     |
| C                | Isaac Sbrissa       |              | svincolato        |
| C                | Housem Ferchichi    | Palermo      | fine prestito     |
| C                | Nikola Jakimovski   |              | svincolato        |
| A                | Pietro De Giorgio   | Este         | titolo definitivo |
| A                | Alberto Paiolo      |              | svincolato        |
| A                | Massimiliano Giusti | Este         | titolo definitivo |
| A                | Gianmario Comi      | Pro Vercelli | fine prestito     |
| A                | Nicola Ferrari      | Crema        | titolo definitivo |
| Altre operazioni |                     |              |                   |
| R.               | Nome                | a            | Modalità          |

### Mercato invernale
| Acquisti         | Acquisti        | Acquisti            | Acquisti   |
| R.               | Nome            | da                  | Modalità   |
| ---------------- | --------------- | ------------------- | ---------- |
| A                | Simone Guerra   | Feralpisalò         | definitivo |
| D                | Marco Martin    | Feralpisalò         | definitivo |
| D                | Simone Salviato | Padova              | definitivo |
| D                | Simone Pontisso | Udinese             | definitivo |
| C                | Andrea Bovo     | Viterbese Castrense | definitivo |
| Altre operazioni |                 |                     |            |
| R.               | Nome            | da                  | Modalità   |

| Cessioni         | Cessioni          | Cessioni    | Cessioni      |
| R.               | Nome              | a           | Modalità      |
| ---------------- | ----------------- | ----------- | ------------- |
| D                | Cristian Andreoni | Ascoli      | definitivo    |
| D                | Mathias Solerio   |             | svincolato    |
| C                | Andrea De Falco   | Reggina     | definitivo    |
| A                | Matteo Rover      | Inter       | fine prestito |
| A                | Andrea Razzitti   | AlbinoLeffe | definitivo    |
| Altre operazioni |                   |             |               |
| R.               | Nome              | a           | Modalità      |

### Operazioni esterne alle sessioni
| Acquisti | Acquisti        | Acquisti   |
| R.       | Nome            | Note       |
| -------- | --------------- | ---------- |
| C        | Antonio Cinelli | svincolato |

| Cessioni | Cessioni | Cessioni |
| R.       | Nome     | Note     |
| -------- | -------- | -------- |

## Risultati

### Serie C

#### Girone di andata
| Vicenza 16 settembre 2018, ore 18:30 1ª giornata | Vicenza            | 0 – 0 referto | Giana Erminio | Stadio Romeo Menti (8.419 spett.)\| Arbitro: \| Marcenaro (Genova) \| |
| Arbitro:                                         | Marcenaro (Genova) |               |               |                                                                       |

| Arbitro: | Annaloro (Collegno) |

|                  |           |                       |
| Guglielmotti 32’ | Marcatori | 31’ (rig.) Giacomelli |

| Arbitro: | Natilla (Molfetta) |

|                         |           |               |
| Giacomelli 90+4’ (rig.) | Marcatori | 90+1’ Guiebre |

| Arbitro: | Zingarelli (Siena) |

|  |           |                             |
|  | Marcatori | 2’ Giacomelli 29’, 67’ Arma |

| Arbitro: | Gariglio (Pinerolo) |

|                       |           |            |
| Arma 28’ Laurenti 38’ | Marcatori | 4’ Lazzari |

| Arbitro: | Sozza (Seregno) |

|            |           |                |
| Burrai 43’ | Marcatori | 60’ N. Bianchi |

| Arbitro: | Cipriani (Empoli) |

|                              |           |  |
| Giacomelli 19’, 64’ Arma 28’ | Marcatori |  |

| Arbitro: | Marchetti (Ostia Lido) |

|                   |           |  |
| D'Angelo 10’, 58’ | Marcatori |  |

| Arbitro: | Perenzoni (Rovereto) |

|                                                  |           |                             |
| A. Curcio 12’ Giacomelli 47’ (rig.) Bizzotto 88’ | Marcatori | 32’ Lavagnoli 36’ Grandolfo |

| Arbitro: | D'Ascanio (Ancona) |

|                          |           |                  |
| Lanini 40’ De Marchi 88’ | Marcatori | 90+5’ Giacomelli |

| Arbitro: | Vigile (Cosenza) |

|                |           |  |
| Giacomelli 39’ | Marcatori |  |

| Arbitro: | Marcenaro (Genova) |

|               |           |          |
| Procaccio 37’ | Marcatori | 83’ Arma |

| Arbitro: | Rutella (Enna) |

|                           |           |                                                      |
| N. Bianchi 7’ Solerio 67’ | Marcatori | 43’ De Cenco 54’ Turchetta 56’ Fabbri 85’ Costantino |

| Arbitro: | Sozza (Seregno) |

|  |           |                          |
|  | Marcatori | 18’ Giacomelli 77’ Zonta |

| Arbitro: | Acanfora (Livorno) |

|            |           |              |
| Tronco 33’ | Marcatori | 88’ Proietti |

| Arbitro: | D. Miele (Torino) |

|                                |           |  |
| E. Marchi 18’ De Silvestro 71’ | Marcatori |  |

| Arbitro: | Camplone (Pescara) |

|               |           |                               |
| Zarpellon 75’ | Marcatori | 66’ Lelj 80’ (rig.) Galuppini |

| Fano 22 dicembre 2018, ore 16.30 18ª giornata | Fano                       | 0 – 0 referto | Vicenza | Stadio Raffaele Mancini (878 spett.)\| Arbitro: \| Garofalo (Torre del Greco) \| |
| Arbitro:                                      | Garofalo (Torre del Greco) |               |         |                                                                                  |

| Arbitro: | Annaloro (Collegno) |

|              |           |            |
| Razzitti 36’ | Marcatori | 54’ Sbaffo |

#### Girone di ritorno
| Arbitro: | Zufferli (Udine) |

|  |           |                |
|  | Marcatori | 86’ Maistrello |

| Arbitro: | Meleleo (Casarano) |

|            |           |              |
| Guerra 10’ | Marcatori | 90+1’ Priola |

| Rimini 22 gennaio 2019, ore 18:30 22ª giornata | Rimini         | 0 – 0 referto | L.R. Vicenza | Stadio Romeo Neri (1 523 spett.)\| Arbitro: \| Cudini (Fermo) \| |
| Arbitro:                                       | Cudini (Fermo) |               |              |                                                                  |

| Arbitro: | Maranesi (Ciampino) |

|                |           |                    |
| N. Bianchi 62’ | Marcatori | 57’, 75’ Scarsella |

| Arbitro: | Nicoletti (Catanzaro) |

|              |           |                    |
| Petrucci 72’ | Marcatori | 8’ Guerra 38’ Arma |

| Arbitro: | Vigile (Cosenza) |

|                |           |                |
| Maistrello 84’ | Marcatori | 70’ Candellone |

| Arbitro: | Bitonti (Bologna) |

|                       |           |  |
| Lora 59’ D'Errico 73’ | Marcatori |  |

| Vicenza 16 febbraio 2019, ore 16.30 27ª giornata | L.R. Vicenza       | 0 – 0 referto | Fermana | Stadio Romeo Menti (8 419 spett.)\| Arbitro: \| Natilla (Molfetta) \| |
| Arbitro:                                         | Natilla (Molfetta) |               |         |                                                                       |

| Arbitro: | De Santis (Lecce) |

|           |           |  |
| Rubbo 67’ | Marcatori |  |

| Vicenza 3 marzo 2019, ore 16.30 29ª giornata | L.R. Vicenza     | 0 – 0 referto | Imolese | Stadio Romeo Menti (8 560 spett.)\| Arbitro: \| Gualtieri (Asti) \| |
| Arbitro:                                     | Gualtieri (Asti) |               |         |                                                                     |

| Arbitro: | Cascone (Nocera Inferiore) |

|           |           |                                                    |
| Ilari 40’ | Marcatori | 33’ (rig.) Giacomelli 54’, 67’ N. Bianchi 82’ Bovo |

| Arbitro: | Carella (Bari) |

|  |           |                              |
|  | Marcatori | 37’ Costantino 39’ Procaccio |

| Arbitro: | Paterna (Teramo) |

|                        |           |                         |
| Romero 61’ Lunetta 63’ | Marcatori | 9’ Mantovani 28’ Guerra |

| Arbitro: | Robilotta (Sala Consilina) |

|                       |           |             |
| Giacomelli 36’ (rig.) | Marcatori | 60’ Palumbo |

| Arbitro: | Marcenaro (Genova) |

|           |           |              |
| Celli 30’ | Marcatori | 9’ A. Curcio |

| Arbitro: | Carrione (Castellammare di Stabia) |

|                        |           |                                |
| Cinelli 24’ Guerra 30’ | Marcatori | 13’ De Silvestro 28’ Casiraghi |

| Ravenna 20 aprile 2019, ore 18.30 36ª giornata | Ravenna             | 0 – 0 referto | L.R. Vicenza | Stadio Bruno Benelli\| Arbitro: \| Gariglio (Pinerolo) \| |
| Arbitro:                                       | Gariglio (Pinerolo) |               |              |                                                           |

| Arbitro: | Di Cairano (Ariano Irpino) |

|                                  |           |  |
| Giacomelli 34’ (rig.) Guerra 49’ | Marcatori |  |

| Arbitro: | Arace (Lugo di Romagna) |

|  |           |                |
|  | Marcatori | 90+3’ Bizzotto |

### Playoff
| Arbitro: | Meraviglia (Pistoia) |

|                |           |            |
| Nocciolini 33’ | Marcatori | 22’ Guerra |

### Coppa Italia Tim Cup
| Arbitro: | N. Marini (Trieste) |

|                              |           |              |
| Maistrello 14’ A. Curcio 14’ | Marcatori | 29’ Pautassi |

| Arbitro: | Fourneau (Roma) |

|                                                             |                      |                                                       |
| Rajković 90+4’, 117’                                        | Marcatori            | 90+2’ (rig.) Giacomelli 100’ Tronco                   |
| Nestorovski Trajkovski Embalo Rajković Salvi Fiore Bellusci | Tiri di rigore 6 – 5 | Giacomelli Tronco Gashi Bonetto Zonta Grandi Stevanin |

### Coppa Italia Serie C
| Arbitro: | Bitonti (Bologna) |

|                                             |                      |                                            |
| Arma 17’ Zonta 67’ (rig.)                   | Marcatori            | 67’ (rig.) Coletti 62’ Procaccio           |
| A. Curcio Arma Maistrello Andreoni Laurenti | Tiri di rigore 5 – 4 | Procaccio Coletti Steffè Petrella Sabatini |

| Arbitro: | Colombo (Como) |

|  |           |          |
|  | Marcatori | 58’ Arma |

| Arbitro: | G. Miele (Nola) |

|          |           |                              |
| Vita 63’ | Marcatori | 27’ Maistrello 66’ A. Curcio |

| Arbitro: | Colombo (Como) |

|                             |           |  |
| A. Curcio 8’ Giacomelli 74’ | Marcatori |  |

| Arbitro: | Nicoletti (Catanzaro) |

|  |           |                 |
|  | Marcatori | 90+2’ E. Marchi |

| Arbitro: | Zufferli (Udine) |

|                    |           |            |
| Bonetto 34’ (aut.) | Marcatori | 36’ Guerra |

## Statistiche

### Statistiche di squadra
| Competizione         | Punti         | In casa | In casa | In casa | In casa | In casa | In casa | In trasferta | In trasferta | In trasferta | In trasferta | In trasferta | In trasferta | Totale | Totale | Totale | Totale | Totale | Totale | DR  |
| Competizione         | Punti         | G       | V       | N       | P       | Gf      | Gs      | G            | V            | N            | P            | Gf           | Gs           | G      | V      | N      | P      | Gf     | Gs     | DR  |
| -------------------- | ------------- | ------- | ------- | ------- | ------- | ------- | ------- | ------------ | ------------ | ------------ | ------------ | ------------ | ------------ | ------ | ------ | ------ | ------ | ------ | ------ | --- |
| Serie C              | 53            | 19      | 6       | 8       | 4       | 23      | 19      | 19           | 6            | 8            | 5            | 21           | 18           | 38     | 12     | 17     | 9      | 44     | 37     | +7  |
| Play-off             | Primo turno   | 0       | 0       | 0       | 0       | 0       | 0       | 1            | 0            | 1            | 0            | 1            | 1            | 1      | 0      | 1      | 0      | 1      | 1      | 0   |
| Coppa Italia         | Secondo turno | 1       | 1       | 0       | 0       | 2       | 1       | 1            | 0            | 0            | 1            | 5            | 6            | 2      | 1      | 0      | 1      | 7      | 7      | 0   |
| Coppa Italia Serie C | Semifinale    | 3       | 2       | 0       | 1       | 7       | 5       | 3            | 2            | 1            | 0            | 5            | 2            | 6      | 4      | 1      | 1      | 12     | 7      | +5  |
| Totale               | 53            | 23      | 9       | 8       | 5       | 32      | 25      | 24           | 8            | 10           | 6            | 32           | 27           | 47     | 17     | 18     | 11     | 65     | 52     | +14 |

### Andamento in campionato
| Giornata  | 1 | 2  | 3  | 4 | 5 | 6 | 7 | 8 | 9 | 10 | 11 | 12 | 13 | 14 | 15 | 16 | 17 | 18 | 19 | 20 | 21 | 22 | 23 | 24 | 25 | 26 | 27 | 28 | 29 | 30 | 31 | 32 | 33 | 34 | 35 | 36 | 37 | 38 |
| --------- | - | -- | -- | - | - | - | - | - | - | -- | -- | -- | -- | -- | -- | -- | -- | -- | -- | -- | -- | -- | -- | -- | -- | -- | -- | -- | -- | -- | -- | -- | -- | -- | -- | -- | -- | -- |
| Luogo     | C | T  | C  | T | C | T | C | T | C | T  | C  | T  | C  | T  | C  | T  | C  | T  | C  | T  | C  | T  | C  | T  | C  | T  | C  | T  | C  | T  | C  | T  | C  | T  | C  | T  | C  | T  |
| Risultato | N | N  | N  | V | V | N | V | P | V | P  | V  | N  | P  | V  | N  | P  | P  | N  | N  | V  | N  | N  | P  | V  | N  | P  | N  | P  | N  | V  | P  | N  | N  | N  | N  | N  | V  | V  |
| Posizione | 7 | 10 | 10 | 6 | 5 | 5 | 2 | 3 | 3 | 6  | 3  | 5  | 7  | 5  | 7  | 8  | 10 | 10 | 10 | 7  | 6  | 6  | 11 | 9  | 9  | 9  | 9  | 10 | 9  | 8  | 9  | 9  | 9  | 9  | 9  | 9  | 8  | 8  |

Legenda:

Luogo: C = Casa; T = Trasferta. Risultato: V = Vittoria; N = Pareggio; P = Sconfitta.

### Statistiche dei giocatori
Sono in corsivo i giocatori che hanno lasciato la squadra a competizioni in corso.
| Giocatore      | Serie C – Girone B | Serie C – Girone B | Serie C – Girone B | Serie C – Girone B | Coppa Italia Serie C | Coppa Italia Serie C | Coppa Italia Serie C | Coppa Italia Serie C | Coppa Italia | Coppa Italia | Coppa Italia | Coppa Italia | Totale   | Totale | Totale      | Totale     |
| Giocatore      | Presenze           | Reti               | Ammonizioni        | Espulsioni         | Presenze             | Reti                 | Ammonizioni          | Espulsioni           | Presenze     | Reti         | Ammonizioni  | Espulsioni   | Presenze | Reti   | Ammonizioni | Espulsioni |
| -------------- | ------------------ | ------------------ | ------------------ | ------------------ | -------------------- | -------------------- | -------------------- | -------------------- | ------------ | ------------ | ------------ | ------------ | -------- | ------ | ----------- | ---------- |
| M. Grandi      | 34                 | -36                | 2                  | -                  | -                    | -                    | -                    | -                    | 2            | -3           | -            | -            | 36       | -39    | 2           | -          |
| M. Albertazzi  | 4                  | -2                 | -                  | -                  | 6                    | -5                   | -                    | -                    | -            | -            | -            | -            | 10       | -7     | -           | -          |
| S. Pizzignacco | -                  | -                  | -                  | -                  | -                    | -                    | -                    | -                    | -            | -            | -            | -            | -        | -      | -           | -          |
| C. Andreoni    | 15                 | -                  | 1                  | -                  | 2                    | -                    | 1                    | -                    | -            | -            | -            | -            | 17       | -      | 2           | -          |
| R. Arma        | 32                 | 6                  | -                  | 1                  | 5                    | 2                    | -                    | -                    | -            | -            | -            | -            | 37       | 8      | -           | 1          |
| A. Bianco      | -                  | -                  | -                  | -                  | 1                    | -                    | -                    | -                    | -            | -            | -            | -            | 1        | -      | -           | -          |
| D. Bianchi     | 22                 | 1                  | -                  | -                  | 6                    | -                    | -                    | -                    | 2            | -            | 1            | -            | 30       | 1      | 1           | -          |
| N. Bianchi     | 34                 | 4                  | 7                  | -                  | 5                    | -                    | -                    | 1                    | 2            | -            | -            | -            | 41       | 4      | 7           | 1          |
| N. Bizzotto    | 29                 | 2                  | 3                  | -                  | 3                    | -                    | 2                    | -                    | 2            | -            | 1            | -            | 34       | 2      | 6           | -          |
| A. Bonetto     | 13                 | -                  | 1                  | -                  | 5                    | -                    | 3                    | -                    | 1            | -            | -            | -            | 19       | -      | 4           | -          |
| T. Bortot      | -                  | -                  | -                  | -                  | -                    | -                    | -                    | -                    | 1            | -            | -            | -            | 1        | -      | -           | -          |
| A. Bovo        | 13                 | 1                  | -                  | -                  | 4                    | -                    | -                    | -                    | -            | -            | -            | -            | 17       | 1      | -           | -          |
| A. Cinelli     | 13                 | 1                  | 1                  | -                  | 2                    | -                    | -                    | -                    | -            | -            | -            | -            | 15       | 1      | 1           | -          |
| A. Curcio      | 34                 | 2                  | 2                  | -                  | 5                    | 2                    | 1                    | -                    | 2            | 1            | -            | -            | 41       | 5      | 3           | -          |
| A. De Falco    | 16                 | -                  | 2                  | -                  | -                    | -                    | -                    | -                    | -            | -            | -            | -            | 16       | -      | 2           | -          |
| A. Gashi       | 8                  | -                  | -                  | -                  | 2                    | -                    | 1                    | -                    | 2            | -            | -            | -            | 12       | -      | 1           | -          |
| S. Giacomelli  | 35                 | 12                 | 6                  | -                  | 3                    | 1                    | -                    | -                    | 2            | 1            | 1            | -            | 40       | 14     | 7           | -          |
| S. Guerra      | 16                 | 5                  | 2                  | -                  | 2                    | 1                    | -                    | -                    | -            | -            | -            | -            | 18       | 6      | 2           | -          |
| G. Laurenti    | 30                 | 1                  | 5                  | -                  | 4                    | -                    | -                    | -                    | 2            | -            | -            | -            | 36       | 1      | 5           | -          |
| T. Maistrello  | 24                 | 2                  | 2                  | -                  | 4                    | 2                    | -                    | -                    | 2            | 1            | -            | -            | 30       | 5      | 2           | -          |
| A. Mantovani   | 21                 | 1                  | 4                  | -                  | 1                    | -                    | -                    | 1                    | -            | -            | -            | -            | 22       | 1      | 4           | 1          |
| M. Martin      | 11                 | -                  | 1                  | -                  | 2                    | -                    | -                    | -                    | -            | -            | -            | -            | 13       | -      | 1           | -          |
| E. Parolin     | -                  | -                  | -                  | -                  | 1                    | -                    | -                    | -                    | -            | -            | -            | -            | 1        | -      | -           | -          |
| N. Pasini      | 30                 | -                  | 4                  | -                  | 4                    | -                    | 1                    | -                    | 2            | -            | -            | -            | 36       | -      | 5           | -          |
| S. Pontisso    | 10                 | -                  | -                  | -                  | 1                    | -                    | -                    | -                    | -            | -            | -            | -            | 11       | -      | -           | -          |
| A. Razzitti    | 4                  | 1                  | 1                  | -                  | -                    | -                    | -                    | -                    | -            | -            | -            | -            | 4        | 1      | 1           | -          |
| E. Rossi       | -                  | -                  | -                  | -                  | 1                    | -                    | -                    | -                    | -            | -            | -            | -            | 1        | -      | -           | -          |
| M. Rover       | 1                  | -                  | -                  | -                  | 2                    | -                    | -                    | -                    | -            | -            | -            | -            | 3        | -      | -           | -          |
| A. Sacchetto   | -                  | -                  | -                  | -                  | 1                    | -                    | -                    | -                    | -            | -            | -            | -            | 1        | -      | -           | -          |
| S. Salvi       | 12                 | -                  | 6                  | 1                  | -                    | -                    | -                    | -                    | 1            | -            | -            | -            | 13       | -      | 6           | 1          |
| S. Salviato    | 9                  | -                  | -                  | -                  | 1                    | -                    | -                    | -                    | -            | -            | -            | -            | 10       | -      | -           | -          |
| M. Solerio     | 12                 | 1                  | 1                  | -                  | 2                    | -                    | 1                    | -                    | -            | -            | -            | -            | 14       | 1      | 2           | -          |
| F. Stevanin    | 24                 | -                  | 3                  | -                  | 4                    | -                    | 1                    | -                    | 1            | -            | -            | -            | 29       | -      | 4           | -          |
| A. Tronco      | 22                 | 1                  | -                  | -                  | 5                    | -                    | 1                    | -                    | 1            | 1            | -            | -            | 28       | 2      | 1           | -          |
| L. Zarpellon   | 23                 | 1                  | 1                  | -                  | 4                    | -                    | -                    | -                    | 2            | -            | -            | -            | 29       | 1      | 1           | -          |
| L. Zonta       | 36                 | 1                  | -                  | -                  | 6                    | 1                    | -                    | -                    | 2            | -            | -            | -            | 44       | 2      | -           | -          |

## Giovanili

### Organigramma gestionale generale
Come riporta il sito ufficiale:
Responsabili
- Settore giovanile:
- Attività di base:
- Scuola calcio:
- Osservatori:

### Piazzamenti
- Berretti:
  - Allenatore: Guido Belardinelli
  - Vice-allenatore: Antonio Rondon
  - Campionato:
- Under 17:
  - Allenatore: Lorenzo Simeoni
  - Campionato:
- Under 15:
  - Allenatore: Gabriele Stevanin
  - Campionato:
- Giovanissimi Regionali Fascia B:
  - Allenatore:
  - Campionato: